# Gouves (Grecia)
Gouves (in greco Γούβες?) è un ex comune della Grecia nella periferia di Creta (unità periferica di Candia) con 7 761 abitanti secondo i dati del censimento 2001.
È stato soppresso a seguito della riforma amministrativa, detta Programma Callicrate, in vigore dal gennaio 2011 ed è ora compreso nel comune di Chersonissos.

## Monumenti e luoghi d'interesse

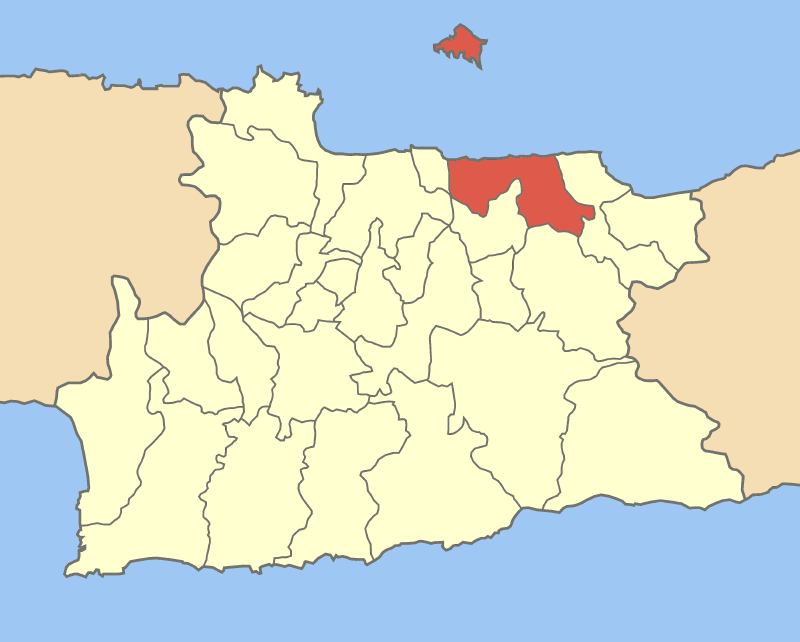
Il territorio comunale di Gouves nella Prefettura di Candia

Gouves è una località turistica ben sviluppata con lunghe spiagge sabbiose, villaggi tradizionali e siti archeologici di notevole interesse.
A ovest di Gouves vi sono le frazioni di Kokkini Hani e di Amnisos, centri turistici con attrazioni simili, mentre a est vi è la località turistica più importante, Hersonisos.
Kato Gouves, con la sua lunga spiaggia sabbiosa, è il centro turistico più vicino al paese: ospita numerose strutture alberghiere, da lussuosi hotel ad appartamenti e bungalow e vi sono molti locali, club notturni, taverne, ristoranti tipici e negozi.
Il territorio comunale comprende anche la selvaggia isola di Dia, situata a 13 km a nord della località costiera di Kokkini Hani.

### Monastero di San Giovanni Teologo
A breve distanza si possono raggiungere villaggi pittoreschi e siti interessanti, come il monastero di San Giovanni Teologo (Agios Ioannis Theologos), che sorge su un'altura verdeggiante a sud-est del villaggio di Anopolis.
L'edificio era compreso nel monastero di San Giorgio, situato a nord: a causa dei frequenti saccheggi nel XVI e nel XVII secolo i monaci furono costretti ad abbandonare il monastero per trasferirsi in quello di San Giovanni. Sotto il dominio turco, il monastero ospitò alcuni rivoluzionari cretesi e una scuola segreta: tali attività cessarono nel luglio del 1896, quando i turchi lo distrussero. In quell'episodio, gli abitanti del contiguo villaggio di Anopolis vennero massacrati. Pochi anni dopo Kalinikos Deskalakis si occupò di ricostruire il monastero.

### Grotta di Skotino
La grotta di Skotino, profonda 130 metri e larga 36, si trova ad appena 6 km verso l'entroterra ed è una delle più grandi e suggestive dell'isola. La grotta fu esplorata per la prima volta da Sir Arthur Evans e, in seguito, da archeologi greci e francesi.

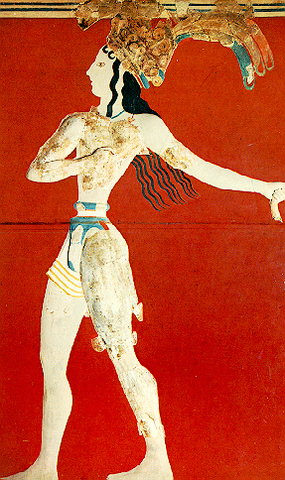
Il Principe dei Gigli, Museo archeologico di Candia; circa 1550 a.C.

Nella grotta, che si articola in quattro livelli, sono state rinvenute numerose offerte votive del periodo minoico testimonianti la presenza di un santuario. Questo era probabilmente consacrato alla divinità cretese Brytomartis, che fu poi identificata con la dea Artemide.

### Grotta di Eileithyia
La grotta di Eileithyia, situata a un chilometro da Amisos (a circa 7 km dal capoluogo regionale), fu un santuario importante fin dal Neolitico: consacrata a Eileithyia, dea della fertilità e del parto. La grotta ha pianta approssimativamente rettangolare: è lunga 64 metri e larga da 9 a 12. Dopo l'entrata vi è un'anticamera, che conduce a una stanza rettangolare circondata da stalagmiti cilindriche, oggetto di culto da parte dei pellegrini. All'uscita della cava vi è uno spiazzo, noto come La piazza degli altari: tale cortile fu probabilmente teatro di cerimonie. La grotta fu visitata fino alla caduta dell'Impero Romano.

### Ville minoiche
I siti archeologici di maggior rilievo sono la villa minoica di Kokkini Hani e quella di Amnisos.

Nella località nota come Nirou Hani, gli archeologi trovarono una villa minoica ben conservata, risalente all'Età dei Nuovi Palazzi. La villa di Kokkini Hani, sviluppata su due piani, ricopriva un'area di circa 1000 m² e presentava le caratteristiche tipiche dell'architettura minoica: due corti pavimentate, corridoi di collegamento, depositi, pozzetti, scrigni ecc. In alcune stanze vennero rinvenuti oltre 40 cavalletti ed enormi asce a doppio taglio, che inducono a pensare che il proprietario della villa era un alto sacerdote. La villa fu distrutta da un incendio tremendo. I reperti, portati alla luce dagli scavi, sono oggi ospitati nel Museo Archeologico di Herakleion.

Nelle vicinanze di Amnisos gli archeologi scoprirono una villa minoica eretta nel 1600 a.C.: in una delle sue stanze fu rinvenuto lo splendido affresco noto come Il Principe dei Gigli, che è oggi esposto al Museo archeologico di Candia.